# Yugoslavia en los Juegos Paralímpicos de Örnsköldsvik 1976
Yugoslavia estuvo representada en los Juegos Paralímpicos de Örnsköldsvik 1976 por nueve deportistas masculinos. El equipo paralímpico yugoslavo no obtuvo ninguna medalla en estos Juegos.